# Ново село (община Радовиш)
Вижте пояснителната страница за други значения на Ново село.
Ново село (на македонска литературна норма: Ново Село) е село в източната част на Северна Македония, община Радовиш.

## География
Селото се намира в планината Плачковица, северно от общинския център Радовиш.

## История
В XIX век Ново село е неголямо, изцяло българско село в Радовишка кааза на Османската империя. Според статистиката на Васил Кънчов („Македония. Етнография и статистика“) от 1900 година Ново Село (Вити Боръ) има 80 жители, всички българи християни.
В началото на XX век мнозинството от жителите на селото са под върховенството на Българската екзархия. По данни на секретаря на екзархията Димитър Мишев („La Macédoine et sa Population Chrétienne“) през 1905 година в Витибор (Vitibor) има 88 българи екзархисти.
След Междусъюзническата война в 1913 година селото остава в Сърбия.